# Mario Delaš
Pour les articles homonymes, voir Delas.
Mario Delaš est un joueur croate de basket-ball né à Split le 16 janvier 1990. Delaš mesure 2,07 m et évolue aux postes d'ailier fort et de pivot.
Son frère Ante est aussi joueur de basket-ball.

## Carrière en club
Mario Delaš commence sa carrière avec le KK Split pendant la saison 2006-2007. En janvier 2010, il signe un contrat de trois ans et demi avec le Žalgiris Kaunas. Il est prêté au Cibona pour la saison 2010-2011, puis au KK Šiauliai en 2011 et au LSU-Baltai en 2011-2012. Il joue ensuite effectivement avec le Žalgiris. En juillet 2013, il signe un contrat d'un an avec l'Obradoiro CAB qui évolue en Liga ACB, la première division espagnole. En juin 2014, il signe un contrat de trois ans avec le Cedevita Zagreb.
En août 2016, il rejoint le Laboral Kutxa. Il n'est toutefois pas conservé par le club et rejoint l'Orlandina Basket en septembre.

## Carrière en équipe nationale
Delaš joue dans les équipes de jeunes de Croatie : il remporte une médaille de bronze lors du championnat d'Europe des moins de 18 ans en 2008 (où il est nommé dans la meilleure équipe de la compétition) et une autre médaille de bronze lors du championnat du monde des moins de 19 ans en 2009 (où il est nommé meilleur joueur du championnat avec 20 points et 7 rebonds de moyenne par rencontre).